# Mario Galindo
Mario Enrique Galindo Calixto (Punta Arenas, 10 agosto 1951) è un ex calciatore cileno, di ruolo difensore.